# مراجعة بعد العمل
المراجعة بعد العمل هي عملية مراجعة منظمة وممنهجة لتحليل أحداث عمل أو مشروع ما لإستخلاص العبر ولتوفير موجز عما حدث، لماذا حدث، وكيف يمكن تطويره في المستقبل على نحو أفضل. يقوم به المشاركين والمسؤولين عن المشروع أو الحدث. في أكثر الأحيان، يكون موضوع المراجعة مقارنة نتائج المشروع والعمل بألهداف الأساسية التي وضعت لتتحكم بمسار العمل.
القوات البرية للولايات المتحدة هي أول من طور ووضع أسس المراجعة بعد العمل ومنها استخدمته الشركات والمؤسسات الخاصة والعامة فيما يعرف بعلم إدارة المعلومات. وبالعادة، تقع مسؤولية إجراء المراجعة على منسق أو مدير العمل وتكون لفترة قصيرة بعد إنتهاء العمل. من أهم الأسئلة التي ترد عليها المراجعة هي:
1. ما هو المخطط الأساسي للعمل؟
2. ما كانت النتيجة المحققة بناء على الوقائع؟
3. ما هي الأمور والأحداث التي كانت جيدة ومفيدة للعمل؟
4. كيف يمكن تحسينه في حال القيام بنفس العمل في المستقبل؟

## التسمية
مراجعة بعد العمل هي ترجمة لمصطلح (بالإنجليزية: After action review) التي وضعه الجيش الأميركي كخطوة ضرورية بعد كل عملية عسكرية أو مشروع تقوم به أي مجموعة تابعة لها.

## روابط خارجية

### بالعربية
- مثال لمراجعة بعد العمل الذي يقوم به الجيش الأميركي. موقع القيادة المركزية الأميركية.
- مرجعة معلومات المشروع النهائية. موقع مايكروسوفت أوفس
- مثال لمراجعة مشروع بحسب قوانين إمارة أبو ظبي

### بلغة أجنبية
- دليل الجيش الأميركي لمراجعة بعد العمل. بلإنكليزية نسخة محفوظة 8 مارس 2013 على موقع واي باك مشين.
- مصطلحات وبيانيات العمليات. بلإنكليزية

## للإستزادة
| - إختبارات الدفاع الجوي - تعلم نشط - نظرية النشاط - براعة مؤسساتية - تعلم تعاضدي - جماعة إبداعية - إدارة المعرفة | - علم نفس تربوي - تنظيم المعرفة - نقل المعرفة - تعلم - شبكة تعلم - جماعة تعلم - صعود المركب (تنظيم) | - ذاكرة مؤسسات - هندسة مؤسسات - ربط إجتماعي - نظرية الإختيار الإسترتيجي - نظرية النص والتخاطب - شبكة القيم - تحليل شبكة القيم |